# Fionda gravitazionale
In meccanica orbitale e ingegneria aerospaziale, si chiama fionda gravitazionale una tecnica di volo spaziale che utilizza la gravità di un pianeta per alterare il percorso e la velocità di un veicolo spaziale. È comunemente usata per i voli indirizzati verso i pianeti esterni, il cui arrivo a destinazione sarebbe altrimenti proibitivo se non addirittura impossibile, essenzialmente per un motivo di costi e per i tempi troppo lunghi. In inglese è chiamata gravity-assist, o swing-by, e si utilizza con successo solo sfruttando l'attrazione gravitazionale di pianeti dotati di grande massa.

## Spiegazione

Nell'animazione, l'accelerazione di una sonda ottenuta sfruttando la fionda gravitazionale

Nell'animazione, la decelerazione di una sonda ottenuta tramite fionda gravitazionale

Il modo più semplice per far andare una sonda da un pianeta a un altro è quello di utilizzare un trasferimento alla Hohmann, ovvero far percorrere alla sonda un'orbita ellittica con il pianeta di partenza e di arrivo collocati in corrispondenza degli apsidi dell'orbita di trasferimento. Nel caso di trasferimento verso un pianeta esterno, ad esempio, il perielio dell'orbita di trasferimento verrebbe individuato in corrispondenza della posizione della Terra al momento del lancio, mentre il pianeta di destinazione ne occuperebbe l'afelio. L'opposto accadrebbe invece nel casi di trasferimento verso un pianeta interno. La necessità di raggiungere la destinazione al momento opportuno e il calcolo del tempo di trasferimento conduce alla definizione delle finestre di lancio. Questo tipo di trasferimento è usato comunemente per muoversi attorno alla Terra, dalla Terra alla Luna o dalla Terra a Marte.
Un trasferimento alla Hohmann per raggiungere pianeti esterni richiederebbe tempi molto lunghi e un considerevole delta V (un indice della quantità di propellente di un razzo necessaria a eseguire una manovra orbitale). È in questi casi che l'effetto fionda è usato più di frequente. Ad esempio, invece di raggiungere direttamente Saturno, si raggiunge dapprima Giove con un trasferimento alla Hohmann e poi si sfrutta la sua gravità per raggiungere Saturno.
Per ottenere l'effetto fionda, il veicolo spaziale deve effettuare un sorvolo (fly-by) ravvicinato del pianeta. Si consideri una sonda diretta verso un pianeta, per esempio Giove. Quando la sonda si avvicina a Giove, la gravità del pianeta l'attrae aumentando la sua velocità. Dopo aver passato il pianeta, la gravità continua ad attrarre il veicolo, rallentandolo. L'effetto sulla velocità, se il pianeta fosse fermo, sarebbe nullo (come deve essere dalla legge di conservazione dell'energia), mentre cambierebbe la direzione del veicolo, ovviamente.
Tenendo conto, però, che i pianeti non stanno fermi, ma si muovono nelle loro orbite attorno al Sole, succede che la velocità non cambia se misurata in riferimento a essi, mentre è differente se la si misura rispetto a un sistema di riferimento solidale col Sole. Il guadagno di energia cinetica è spiegato dal fatto che è il pianeta a perdere una parte della propria (esattamente quella acquisita dal veicolo), rallentando il suo moto di rivoluzione e stringendo la sua orbita, anche se in maniera del tutto impercettibile. Questo perché a parità di energia cinetica trasferita ({\displaystyle E=1/2mv^{2}}) la variazione del quadrato della velocità del pianeta e della sonda è inversamente proporzionale alle rispettive masse: il pianeta perde così una quantità irrisoria di velocità, lasciando praticamente invariata la propria orbita.
In funzione della traiettoria, l'astronave può guadagnare fino a due volte la velocità orbitale del pianeta. Nel caso di Giove, questa è di oltre 13 km/s.
In questo modo, il pianeta presta al veicolo la quantità di momento angolare supplementare che gli permette di raggiungere Saturno usando poco o nessun combustibile in più rispetto a quello usato per raggiungere Giove.
Un trasferimento alla Hohmann per Saturno richiederebbe, invece, un delta V totale di 15,7 km/s, che è al di fuori delle capacità degli attuali razzi. Usare più di una fionda gravitazionale allunga i tempi necessari a completare il volo ma diminuisce in modo considerevole il delta V, permettendo di mandare in orbita veicoli spaziali più grandi. Questa strategia è stata utilizzata dalla sonda Cassini-Huygens, che è passata due volte vicino a Venere, poi vicino alla Terra, e infine vicino a Giove, da dove si è diretta, infine, verso Saturno. Rispetto all'adozione di un trasferimento alla Hohmann, questo sistema ha ridotto il delta V a 2 km/s, così la grande e pesante sonda ha potuto raggiungere Saturno con razzi relativamente piccoli.
Questo tipo di missioni richiede un'attenta sincronizzazione e per questo la finestra di lancio è una componente cruciale per la corretta riuscita della missione.

## Gravity-assist potenziati
Durante l'avvicinamento della nave spaziale a un pianeta, l'efficacia della propulsione del razzo aumenta, e quindi piccole spinte vicino al pianeta producono grandi cambiamenti nella velocità finale della nave.
Un buon metodo per ottenere più energia da un gravity-assist è quello di utilizzare i motori vicino al pericentro dell'orbita (punto in cui la distanza tra la nave e il pianeta è più piccola e conseguentemente la velocità relativa è quella maggiore). La spinta di un razzo dà sempre lo stesso cambiamento della velocità, ma il cambiamento dell'energia cinetica è proporzionale alla velocità del veicolo al momento dell'accensione del razzo. Come sempre, per ottenere il massimo dell'energia dal razzo, si deve accenderlo quando il veicolo è alla velocità massima, cioè al pericentro. Per esempio, un trasferimento alla Hohmann dalla Terra a Giove porta l'astronave in un fly-by con una velocità al pericentro di 60 km/s e una velocità finale di 5,6 km/s, che è 10,7 volte più lenta. Questo significa che il razzo che aggiunge 1 joule di energia cinetica quando è distante da Giove, aggiunge 10,7 joule al pericentro. Se abbiamo un guadagno di 1 m/s all'afelio abbiamo un guadagno di {\displaystyle {\sqrt {10{,}7}}=3{,}3} m/s. Quindi l'intenso campo gravitazionale di Giove ha triplicato il guadagno effettivo ottenibile dai motori.

## Limiti nell'uso della fionda gravitazionale
Il principale limite pratico dell'uso di una fionda gravitazionale è la quantità di massa disponibile per ricevere la spinta.
Un'altra limitazione è causata dall'atmosfera del pianeta. Più si è vicini al pianeta, maggiore è la spinta che si ottiene, ma se una sonda è troppo vicina all'atmosfera, l'energia persa per effetto dell'attrito aerodinamico dovuta all'interazione con l'atmosfera planetaria può essere superiore a quella guadagnata per effetto fionda. Questo svantaggio, tuttavia, può essere utile se l'obiettivo cercato è quello di perdere energia. (si veda la voce aerofrenaggio).
I gravity-assist che usano il Sole in sé sono impossibili in quanto questo non è in grado di cedere momento angolare. Tuttavia, accendere i motori quando si è vicino al Sole ha lo stesso l'effetto di aumentare il guadagno effettivo dei razzi. C'è comunque il limite dovuto alla resistenza della sonda al calore solare che rende impossibile avvicinarsi troppo al Sole.

## Storia

### Studi teorici
Nel suo articolo “Тем кто будет читать, чтобы строить” (A colui che leggerà [quest'articolo] con l'intenzione di costruire [un razzo interplanetario]), datato 1918-1919, Jurij Kondratjuk (1897-1942) suggerì che un veicolo spaziale interplanetario potesse essere accelerato all'inizio della traiettoria e rallentato alla fine di essa utilizzando la gravità delle lune dei due pianeti.
Una proposta simile fu avanzata nel 1925 da Fridrich Cander (1887-1933) nell'articolo "Проблема полета при помощи реактивных аппаратов: межпланетные полеты" [Problemi del volo tramite propulsione a getto: voli interplanetari].
Walter Hohmann (1880-1945) propose nel 1925 una traiettoria multiplanetaria che avrebbe permesso a un veicolo lanciato dalla Terra di visitare Venere e Marte prima di fare ritorno sulla Terra. I trasferimenti tra l'orbita di un pianeta e il successivo sarebbero stati conseguiti attraverso la propulsione a razzo ed eseguendo dei trasferimenti alla Hohmann. Lo scienziato tedesco individuò delle perturbazioni gravitazionali che avrebbero modificato l'orbita durante il sorvolo dei pianeti, ma non pensò di utilizzarle a scopo propulsivo, anzi, propose di utilizzare ulteriori spinte del propulsore a razzo per neutralizzare tali perturbazioni.
Derek Lawden nel 1954 propose nell'articolo Perturbation Manoeuvres di utilizzare incontri intermedi con lune o asteroidi per ridurre il consumo di carburante nei viaggi interplanetari. Tuttavia non considerò la possibilità di sfruttare le "tappe intermedie" per modificare l'orbita del veicolo. Anzi, gli incontri sarebbero dovuti avvenire nel corso di un normale trasferimento interplanetario, come fino ad allora era stato ipotizzato.
Gaetano Crocco (1877-1968) nel 1956 propose una seconda missione multiplanetaria, conosciuta come Crocco Grand Tour. Lo scienziato italiano individuò una traiettoria ellittica che avrebbe permesso a un corpo in caduta libera di eseguire sorvoli ravvicinati in successione della Terra, di Marte, di Venere ed esattamente un anno dopo il lancio nuovamente della Terra. Crocco propose quindi di utilizzare un potente motore a razzo per immettere un veicolo su tale traiettoria, individuando anche una finestra di lancio che sarebbe dovuta aprirsi nel giugno del 1971. Avendo calcolato che le perturbazioni gravitazionali dei pianeti avrebbero potuto destabilizzare l'orbita, Crocco risolse il problema in modo innovativo proponendo di utilizzare la spinta gravitazionale ricevuta dai pianeti nel momento di massimo avvicinamento per mantenere il veicolo sull'orbita: Crocco, quindi, comprese il concetto dell'effetto fionda, ma si limitò a utilizzarlo per la stabilizzazione dell'orbita.
Il matematico Michael Minovitch nel 1961 intuì che la spinta gravitazionale di un pianeta lungo l'orbita del veicolo può essere sfruttata per la propulsione del veicolo stesso e quindi per ridurre il carburante necessario ai viaggi interplanetari. Minovitch è comunemente riconosciuto come lo scopritore della tecnica del gravity assist, sebbene in alcuni articoli presenti in letteratura anche Friedrich Zander, Walter Hohmann e Gaetano Crocco siano a volte indicati quali suoi scopritori o co-scopritori.
Vale la pena osservare che una missione equivalente alla Crocco Grand Tour, ma che avesse sfruttato l'effetto propulsivo della fionda gravitazionale, avrebbe dovuto prevedere dopo il lancio dalla Terra, un trasferimento alla Hohmann dall'orbita del nostro pianeta a Venere, da lì, grazie a una spinta gravitazionale del pianeta, raggiungere Marte, utilizzarlo per decelerare il veicolo e tornare quindi sulla Terra. Per percorrere tale traiettoria, basterebbe un eccesso iperbolico al lancio (una misura dell'energia associata a un'orbita di allontanamento dall'attrattore primario, in questo caso la Terra) di 3,5 km/s a fronte degli 11,7 km/s necessari per l'immissione sulla traiettoria proposta da Crocco.

### Principali applicazioni

Traiettoria interplanetaria della sonda Cassini-Huygens

La prima sonda a utilizzare l'effetto fionda è stata nel 1959 la sonda sovietica Luna 3, utilizzata per fotografare la faccia nascosta della Luna. La manovra si basò su ricerche eseguite presso il Dipartimento di Matematica Applicata dell'Istituto Steklov e fu necessaria per assicurare le comunicazioni tra la sonda e la base a terra, in Russia.
La prima sonda statunitense a utilizzare l'effetto fionda fu la Pioneer 10, che nel dicembre 1973 sorvolò Giove; la spinta subita durante il sorvolo ravvicinato del pianeta spostò la sonda sulla traiettoria di fuga che le ha permesso di raggiungere i confini del sistema solare. La prima sonda interplanetaria ad aver eseguito una manovra di fionda gravitazionale, cioè ad aver sfruttato l'effetto fionda per dirigersi verso un secondo obiettivo, è stata la Mariner 10, che dopo un gravity assist con Venere, eseguì tre sorvoli di Mercurio.

Ancor prima infatti che la Pioneer 10 incontrasse Giove, nel 1973 il matematico italiano Giuseppe Colombo, intuendo che il gravity assist potesse essere utilizzato anche per rallentare un veicolo spaziale, suggerì alla NASA di sfruttare il campo gravitazionale di Venere per far perdere velocità a una sonda e raggiungere così Mercurio. Tale missione, definita la "Missione Impossibile", fu portata a termine appunto dalla Mariner 10, nel 1974-75.
Successivamente, sono state utilizzate delle manovre di fionda gravitazionale con Giove per dirigere la Pioneer 11 e la Voyager 1 verso Saturno.
Nel 1965 Gary Flandro aveva fornito un contributo fondamentale nell'applicazione dell'effetto fionda all'esplorazione del sistema solare esterno. Aveva scoperto infatti un raro allineamento tra i pianeti esterni (che si verifica una volta ogni 175 anni), che avrebbe permesso ad un'unica sonda spaziale lanciata alla fine degli anni settanta verso Giove di sorvolare anche Saturno, Urano e Nettuno, utilizzando la spinta gravitazione ricevuta da ciascun pianeta per raggiungere il successivo e riducendo contestualmente il tempo di crociera dai quarant'anni necessari per raggiungere altrimenti Nettuno a circa 10 anni. Quello che fu indicato come il "Grand Tour" del sistema solare fu portato a termine dalla Voyager 2, lanciata nel 1977.
Uno dei gravity assist più spettacolari è stato eseguito nel 1992 dalla sonda Ulysses con Giove, che le ha permesso di cambiare l'inclinazione orbitale e uscire dal piano dell'eclittica per poter osservare direttamente i poli solari.

Traiettoria interplanetaria della sonda statunitense MESSENGER

Con l'intenzione di risparmiare sempre più carburante per inviare sonde più grandi, l'Agenzia spaziale statunitense e l'Agenzia Spaziale Europea hanno fatto largo uso dei gravity assist per le missioni interplanetarie più recenti. La Galileo e la Cassini-Huygens hanno eseguito manovre di fionda gravitazionale con Venere e con la Terra, prima di essere dirette verso i giganti gassosi. Anche numerose missioni per lo studio delle comete e degli asteroidi hanno utilizzato gravity assist con la Terra, con Venere o con Marte per ridurre il consumo di carburante o moltiplicare i possibili obiettivi. Esempio ne sono la missione europea Rosetta, la missione Dawn, diretta verso Cerere e Vesta, la missione statunitense EPOXI e le missioni sovietiche Vega 1 e 2.
Oggi non è prevista alcuna missione esplorativa dello spazio oltre l'orbita di Giove che non preveda un gravity assist con il pianeta, così come non è prevista alcuna missione esplorativa di Mercurio che non preveda manovre di fionda gravitazionale con Venere. Il consumo di carburante, sarebbe, in alternativa, proibitivo.

Tuttavia, conseguenza diretta dell'utilizzo di molteplici gravity assist è un allungamento dei tempi di crociera rispetto a un lancio diretto verso l'obiettivo finale (a meno che la spinta gravitazionale non sia fornita da un pianeta intermedio tra la Terra e quest'ultimo). Per esempio le sonde Galileo e Cassini-Huygens hanno impiegato rispettivamente sei e tre anni per raggiungere Giove, dopo tre swing-by con Venere e con la Terra. Per la missione New Horizons la NASA ha scelto di non eseguire manovre di fionda gravitazionale con i pianeti terrestri per non allungare ulteriormente i tempi della missione e raggiungere Plutone prima dell'inizio della lunga stagione invernale. Ciò ha però richiesto l'utilizzo di un terzo stadio per fornire alla sonda la velocità necessaria a porla su una traiettoria diretta verso il sistema solare esterno, che l'ha resa l'oggetto artificiale più veloce che abbia mai abbandonato la Terra. La sonda ha eseguito il fly-by di Giove appena un anno dopo il lancio. Tuttavia, se ritardi nel lancio avessero impedito alla sonda di eseguire il gravity assist con Giove, New Horizons avrebbe impiegato 2-4 anni in più per raggiungere Plutone.